# مصيف

رمز الشمسية يستعمل أحيانا للدلالة على المصايف

المصيَف منتجع أو مدينة يزورها المصطافون (السياح) خلال موسم الصيف للتمتع بإجازة الصيف. ويفضل السياح أن تكون المنطقة المزارة باردة كالمناطق الجبلية.